# Corowa Shire Council
Corowa Shire Council is een Local Government Area (LGA) in de Australische deelstaat New South Wales. Corowa Shire Council telt 8.241 (old boundaries) inwoners. De hoofdplaats is Corowa.